# Tugomirići
Tugomirići (Tugomerići, Tugomorići) su staro hrvatsko pleme jedno od dvanaest hrvatskih plemena koja su, prema legendi, doselila iz ondašnje Bijele Hrvatske na područje današnje Hrvatske. 

## Porijeklo naziva
Njihovo ime povezuje se s imenom Tuge, sestre Bugine (od koje potječu Bužani) i njezine braće, a koji su, prema vjerovanjima, vodili hrvatska plemena prilikom seobe.

## Naseljena područja
Prema povjesničaru Vjekoslavu Klaiću, prvobitno su Tugomirići naselili područje Podgore ("Podgorska župa") odnosno kraj oko Velebita pa do Zrmanje, a sa središtem u Karlobagu. 
Međutim, te im krajeve sredinom 13. stoljeća oduzima Pavao Bribirski pa se šire u dva smjera: dio na otok Krk, a drugi dio u zadarsko zaleđe te u Liku. Pripadnici Tugomorića spominju se u zaleđu Zadra već 1189. godine, pa sve do 1456. godine kada se u tom kraju spominju posljednji put.
U knjizi, zborniku radova sa znanstvenog skupa Benkovački kraj kroz vjekove 1987. stoji kako su Tugomirići živjeli u Lici te da su imali plemenska prava u Lučkoj županiji, odnosno u Ravnim kotarima.
U Lici se Tugomirići spominju sve do početka 16. st., točnije 1513. godine.
1248. godine u vjerodostojnom popisu plemenitih rodova na otoku Krku navode se Tugomorići, a za koji rod Mihovil Bolonić i Ivan Žic Rokov izvode zaključak da su vjerojatno nastanjivali područje Vrbnika.
Dio plemena je odselio i južnije, na područje Poljica u Dalmaciji. Ime sela Tugare u Poljicama, također se dovodi u vezu s Tugomirićima, koji su svojevremeno nastanjivali taj kraj.[nedostaje izvor]

## Izvedena prezimena
Njihovi su potomci u Poljici Surotvići i možda Mijanovići (danas Mihanovići), također poljičkog porijekla, koji su se naselili u području Žrnovnice. Vjekoslav Klaić u svojoj knjizi Hrvatska prezimena piše kako su od Tugomirića potomci Babići, Sučići i Surotvići. Ta su prezimena, prema Klaiću, živjela do 12. – 13. stoljeća u Lici, a kasnije su se pripadnici sva tri prezimena rasuli po Dalmaciji i Istri.
U spomenutom popisu plemenitih rodova na Krku, među Tugomorićima se nabrajaju izvjesni Andreas de Syzo (hr. Andrija Žic), Milonja de Syzo (Žic), Sprecije Dominikov i drugi. Prema tome bi i prezime Žic koje je i danas rašireno po Krku, poglavito na Puntu, potjecalo od plemena Tugomirića. Upravo s obzirom na prezime Žic, Bolonić i Žic izvode zaključak da je taj rod nastanjivao Vrbnik jer se prezime Žic prvotno javlja u tom mjestu. 
S obzirom na to da se smatra kako su Frankapani domaćeg, hrvatskog podrijetla, od davnine plemenitog, te da im je jezgra bila upravo na području Vrbnika, postoji mogućnost i njihove povezanosti s rodom Tugomorića.[nedostaje izvor] Međutim, za to nema nikakvih konkretnih dokaza. 

## Vanjske poveznice
- Tugomerići Hrvatska enciklopedija